# IC 3030
IC 3030 је ознака објекта на координатама са ректансцензијом 12h 11m 6,0s и деклинацијом + 14° 8" 36'. Открио га је Ројал Харвуд Фрост, 7. маја 1904. Каснијим посматрањима на том положају није уочен никакав астрономски објекат.